# 오다촌 (나라현)
오다촌(織田村)은 나라현 시키군에 있던 촌이다. 현재 사쿠라이시 북서부, 야마토강 양안, 사쿠라이선 미와역 북쪽 일대에 해당한다. 

## 역사
- 1889년 4월 1일 - 정촌제 시행에 의해 시키조군 오다촌이 성립하였다.
- 1897년 4월 1일 - 시키군으로 소속이 변경되었다.
- 1954년 7월 10일 - 미와정, 마키무쿠촌과 합병해 오미와정이 성립하여, 동일 오다촌은 폐지되었다.

## 교통

### 철도
일본국유철도 사쿠라이선이 촌을 통과했지만 역은 존재하지 않았다. 미와역이 가장 가까운 곳에 위치.

### 도로
- 국도 제169호선